# Thanh Lâm, Như Xuân
Thanh Lâm là một xã miền núi nằm ở phía tây nam huyện Như Xuân, tỉnh Thanh Hóa, Việt Nam.

## Địa lý - Hành chính
Xã cách trung tâm huyện 25 km,cách trung tâm thành phố Thanh Hóa 90 km. Địa hình chủ yếu là đồi núi, bị chia cắt bởi các khe, suối. Tài nguyên thiên nhiên chủ yếu là quặng sắt, đá vôi, rừng, các loại cây thuốc nam. Nhưng các loại tài nguyên này chưa được khai thác hợp lý, khai thác chủ yếu ở dạng thô. hiệu quả kinh tế thấp.Là một xã nghèo. Cơ sở hạ tầng, đường đi lại còn rất nhiều khó khăn, do vậy sản xuất ra không có thị trường tiêu thụ, chủ yếu tự cung tự cấp. phương thức sản xuất còn lạc hậu.
Khí hậu trung du tây nam, có nhiệt độ thấp hơn nhiệt độ đồng bằng, mùa đông tương đối lạnh, từ khoản 14-15 độ, mùa hè mát mẻ nhiệt độ dao động khoảng 25-28 độ. Lượng mưa trung bình lớn hơn 2000mm/năm, mùa đông lượng mưa khoảng 40mm/tháng. Mưa nhiều vào tháng 7, tháng 8 và tháng 9 âm lịch hàng năm.
Diện tích đất tự nhiên: 3.447,12ha; trong đó đất nông nghiệp là 429,43ha, đất phi nông nghiệp là: 589,20ha, đất chưa sử dụng là 95,15ha. Chủ yếu feralit nâu vàng, đất pha cát pha ven sông Chàng, đất phù sa pha cát được bồi đắp hàng năm và diện tích còn lại là núi đá vôi chưa khai thác.
Xã có 2.323,38 ha đất lâm nghiệp; trong đó rừng phòng hộ 710,04 ha và 1.623,44ha đất rừng sản xuất.
Kinh tế chủ yếu là nông nghiệp (chăn nuôi gia súc, trồng cây công nghiệp ngắn ngày như: sắn, mía....) và một phần nhỏ dịch vụ.
Các dân tộc chủ yếu trong xã là dân tộc Thái và dân tộc Kinh, trong đó dân tộc Thái chiếm khoảng trên 95%. Về vị trí tiếp giáp: Phía Đông giáp xã Xuân Quy, xã Cát Vân; phía Nam giáp xã Thanh Hòa; phía Tây giáp xã Thanh Phong; phía Bắc giáp xã Thanh Xuân.
Năm 1984 xã Thanh Lâm được chia thành 4 chòm bản là Ngọc Thanh, Thanh Tân, Thanh Hoà, và Thanh Yên (sau đó đổi thành các HTX, đến khoảng năm 1989 HTX tan rã và xã được chia thành 11 thôn là thôn Xắng, thôn Chảo, thôn Lồng, thôn Lự, thôn Rẫy, thôn Kèn, thôn Cọc, thôn Kha, thôn Xằm, thôn Ngọc Thanh và thôn Đoàn Trung). Địa giới xã Thanh Lâm ở phía Đông giáp xã Xuân Quy, xã Cát Vân; phía Nam giáp xã Thanh Hòa; phía Tây giáp xã Thanh Phong; phía Bắc giáp xã Thanh Xuân.

## Lịch sử
Thanh Lâm dưới thời nhà Nguyễn thuộc xã Đại Thanh Quân thuộc châu Thường Xuân (gồm vùng 6 Thanh hiện nay). Đến năm 1950 xã Đại Thanh Quân từ Thường Xuân sáp nhập vào Như Xuân theo Quyết định số 55-TTg ngày 10/10/1950 của Thủ tướng Chính phủ. Đến năm 1964 Bộ trưởng bộ Nội vụ ra Quyết định số 232-NV ngày 04/9/1964 về chia tách một số xã của huyện Như Xuân trong đó có chia tách Thanh Quân thành 03 xã là Thanh Quân, Thanh Phong và Thanh Lâm. Đến ngày 14 tháng 12 năm 1984 Hội đồng bộ trưởng ra Quyết định 163-HĐBT về việc phân vạch địa giới một số xã và Thị trấn thuộc tỉnh Thanh Hóa, trong đó chia xã Thanh Lâm thành hai xã là xã Thanh Xuân và xã Thanh Lâm ngày nay.

## Điều kiện tự nhiên
Thanh Lâm là một xã miền núi của huyện Như Xuân, xã có diện tích tự nhiên là 3447,12ha; địa hình chủ yếu là đồi núi; xã cách trung tâm huyện khoảng 25 km, cách trung tâm thành phố Thanh Hóa khoảng 100 km. Địa hình chủ yếu là đồi núi, bị chia cắt bởi các khe, suối và một hệ thống sông nhỏ là sông Chàng, đây là con sông cung cấp nước cho sinh hoạt và phục vụ sản xuất của nhân dân; khí hậu của xã thuộc vùng nhiệt đới gió mùa, được phân thành 04 mùa rõ rệt, hướng gió chính là tây – nam; do vậy, vào mùa hè thường có gió phơn khô, nóng (gió lào). Về tài nguyên thiên nhiên chủ yếu là quặng sắt, đá vôi, rừng, các loại cây thuốc nam. Nhưng các loại tài nguyên này chưa được khai thác hợp lý, khai thác chủ yếu ở dạng thô. hiệu quả kinh tế thấp. Là một xã nghèo cơ sở hạ tầng, như: Đường giao thông, thủy lợi, nước sinh hoạt, phương thức sản xuất…của nhân dân còn hạn chế. Do vậy, sản xuất hiệu quả thấp, tính chất hàng hóa chưa nhiều chủ yếu tự cung, tự cấp.
Về nhiệt độ: Nhiệt độ thấp hơn nhiệt độ đồng bằng, mùa đông tương đối lạnh, từ khoản 14-15 độ, mùa hè mát mẻ nhiệt độ dao động khoảng 25-28 độ. Lượng mưa trung bình lớn hơn 2000mm/năm, mùa đông lượng mưa khoảng 40mm/tháng. Mưa nhiều vào tháng 7, tháng 8 và tháng 9 âm lịch hàng năm.
Về tài nguyên đất xã có đất tự nhiên: 3.447,12ha; trong đó đất nông nghiệp là 429,43ha, đất phi nông nghiệp là: 589,20ha, đất chưa sử dụng là 95,15ha. Chủ yếu feralit nâu vàng, đất pha cát pha ven sông Chàng, đất phù sa pha cát được bồi đắp hàng năm và diện tích còn lại là núi đá vôi chưa khai thác.Xã có 2.323,38 ha đất lâm nghiệp; trong đó rừng phòng hộ 710,04 ha và 1.623,44ha đất rừng sản xuất.

## Văn hóa – Xã hội
Về dân tộc trên địa bàn xã chủ yếu có 2 dân tộc cùng sinh sống đó là dân tộc Thái và dân tộc Kinh. Người Thái chiếm 90% dân số trên địa bàn và được chia ra làm hai bộ phận là Thái đen và Thái trắng, kinh tế xã và chủ yếu là sản xuất nông nghệp. Lịch sử của người Thái chủ yếu di cư từ vùng Tây bắc qua xuống Quan Hóa và di cư tản theo các vùng núi và theo những con sông nhỏ; do vậy, dù đi bất cứ đâu người Thái đều có đặc trưng chung về ẩm thực, trang phục, tập quán canh tác nông nghiệp... Người Kinh chiếm khoảng 20% dân số của xã, họ chủ yếu làm nghề buôn bán và sản xuất nông nghiệp họ đa số chủ yếu di cư từ các huyện miền xuôi lên năm 1964.

### Văn hóa
- Văn hóa tinh thần: Văn hóa của xã đa dạng và phong phú, có sự giao thoa giữa văn hóa các dân tộc. Tuy nhiên người Thái Thanh Lâm vẫn còn lưu giữ những truyền thống văn hóa của mình như: Khắp Thái, nhảy sạp, đánh trống, chiêng, cát xa, khua lóng, ném còn, uống rượu cần....
- Về trang phục của người thái Thanh Lâm: Đàn ông Thái không có trang phục riêng mà chủ yếu là phụ nữ. Phụ nữ Thái trước đây nhuộm răng đen nhưng hiện nay còn còn rất ít, chủ yếu là những người già. Trang phục của phụ nữa Thái chủ yếu là mạc váy có thuê hoa văn, mặc áo khóm, đầu đội khăn có thuê hoa văn.

### Ẩm thực
Người thái có nhiều món ăn đặc chưng như: Mọc, cơm lam, canh lóng, chéo, canh bồi….

### Sản xuất
Người dân ở đây chủ yếu là sản xuất nông nghệp mang tính tự cung tự cấp. Hiện nay sản xuất hàng hóa tuy có phát triển nhưng vẫn phụ thuộc rất lớn vào thiên nhiên và giá cả thị trường. Hiện nay về cây trồng vật nuôi của xã chủ yếu: Trồng lúa, ngô, mía, sắn, keo...chăn nuôi chủ yếu gia súc và gia cầm như: Trâu, bò, dê, lợn, gà....Bên cạnh đó còn có các ngành nghề thủ công nghiệp gồm: Đan lát, nghề mộc….Để phục vụ cho sản xuất, người Thái đã chế tạo ra xe hàn, hay còn gọi là guồng nước để phục vụ cho tưới tiêu trong sản xuất nông nghiệp.